# Мінська область
Мі́нська о́бласть (біл. Мі́нская во́бласць, рос. Минская область) — адміністративно-територіальна одиниця в центрі Білорусі. Адміністративний центр — місто Мінськ, що адміністративно не входить до області і є столицею республіки. Станом на 2019 рік населення області становило 1 471 240 осіб.

## Географія
Мінська область межує з усіма іншими областями Білорусі і не має кордонів із сусідніми державами. Площа області становить 39,9 тис. км² (близько 20 % території країни). Максимальна протяжність з заходу на схід — 240 км, з півночі на південь — 315 км. Найвища точка — Дзержинська гора (345 м над рівнем моря).
В області 22 міста. 
Найбільші річки:
- Березина
- Німан
- Вілія (Няріс).

## Історія
З початку X століття територія сучасної Мінської області входила до складу Київської Русі. Згодом вона входила до складу Полоцького князівства, а після утворення Великого князівства Литовського увійшла в його склад. Після об'єднання Великого князівства Литовського і Королівства Польського, була частиною Речі Посполитої.
1793 року, у результаті другого розділу Речі Посполитої, територія області приєднана до Російської імперії і ввійшла до складу Мінської губернії. У ході розвалу Російської імперії й громадянської війни західна частина ввійшла до складу Польщі в 1921 році, а східна — до радянської Білорусі. Після пакту Молотова — Ріббентропа в 1939 році західна частина зайнята радянськими військами й входить до складу БРСР. Приєднана територія поділена між Мінською й Вілейською областями. 1944 року Вілейська область перейменована на Молодеченську. 1960 року Молодечненська область розформована і її південна частина стала північною частиною Мінської області.

## Керівництво області

### Голови Організаційного комітету
1. Кулагін Михайло Васильович (квітень 1938 — липень 1938)
2. Ковальов Панас Федорович (липень 1938 — січень 1939)
3. Тьомкін Андрій Іванович (січень 1939 — січень 1940)

### Голови облвиконкому
1. Тьомкін Андрій Іванович (січень 1940 — січень 1941)
2. Сіляєв Федір Пахомович (січень 1941 — 20 липня 1944)
3. Мачульський Роман Наумович (20 липня 1944 — 1948)
4. Паращенко Микита Іванович (1948 — вересень 1952)
5. Абраменко Микола Порфирович (вересень 1952 — липень 1954)
6. Сурганов Федір Онисимович (липень 1954 — жовтень 1955)
7. Міцкевич Володимир Федорович (жовтень 1955 — квітень 1962)
8. Тябут Дмитро Васильович (квітень 1962 — січень 1963)
9. Раханов Андрій Єгорович (січень 1963 — грудень 1964) (сільський)
10. Денисевич Анатолій Юліанович (січень 1963 — грудень 1964) (промисловий)
11. Тябут Дмитро Васильович (грудень 1964 — 18 червня 1975)
12. Сухий Микола Андрійович (18 червня 1975 — 1983)
13. Лінг Сергій Степанович (1983 — 1986)
14. Тишкевич Альфонс Ілліч (1986 — грудень 1994)
15. Пєтух Петро Петрович (грудень 1994 — 2 грудня 1998)
16. Домашкевич Микола Федорович (2 грудня 1998 — 7 червня 2007)
17. Крупець Леонід Федорович (7 червня 2007 — 20 травня 2010)
18. Батура Борис Васильович (20 травня 2010 — 8 листопада 2013)
19. Шапіро Семен Борисович (14 листопада 2013 — 24 травня 2017)
20. Ісаченко Анатолій Михайлович (4 липня 2017 — 3 грудня 2019)
21. Турчин Олександр Генріхович (3 грудня 2019 — 10 березня 2025)
22. Кушнаренко Олексій Іванович (з 31 березня 2025)

### Голови обласної ради народних депутатів
1. Малофеєв Анатолій Олександрович (квітень 1990 — грудень 1990)

### 1-ші секретарі обкому КП Білорусі
1. Матвеєв Олександр Павлович (березень 1938 — березень 1941)
2. Колишкін Олександр Іванович (березень 1941 — 1941)
3. Козлов Василь Іванович (16 листопада 1942 — січень 1948)
4. Бугаєв Євген Йосипович (січень 1948 — грудень 1948)
5. Чернишов Василь Юхимович (грудень 1948 — червень 1950)
6. Мазуров Кирило Трохимович (червень 1950 — серпень 1953)
7. Лубенников Леонід Гнатович (серпень 1953 — жовтень 1955)
8. Сурганов Федір Онисимович (жовтень 1955 — серпень 1956)
9. Шауро Василь Филимонович (серпень 1956 — лютий 1960)
10. Притицький Сергій Осипович (лютий 1960 — січень 1963)
11. Тябут Дмитро Васильович (січень 1963 — грудень 1964) (сільський)
12. Носиловський Антон Броніславович (січень 1963 — грудень 1964) (промисловий)
13. Поляков Іван Євтійович (грудень 1964 — 1 березня 1977)
14. Мікулич Володимир Андрійович (1 березня 1977 — 29 березня 1985)
15. Малофеєв Анатолій Олександрович (29 березня 1985 — 5 грудня 1990)
16. Бичок Анатолій Миколайович (5 грудня 1990 — 25 серпня 1991)

## Населення
Населення Мінської області становить 1,426 млн осіб (2018), густота населення — 36,5 осіб/км².
За даними перепису 2019 року, білоруси становили 88,55 % населення Мінської області, росіяни — 5,87 %, українці — 1,45 %, поляки — 1,07 %.

### Мова

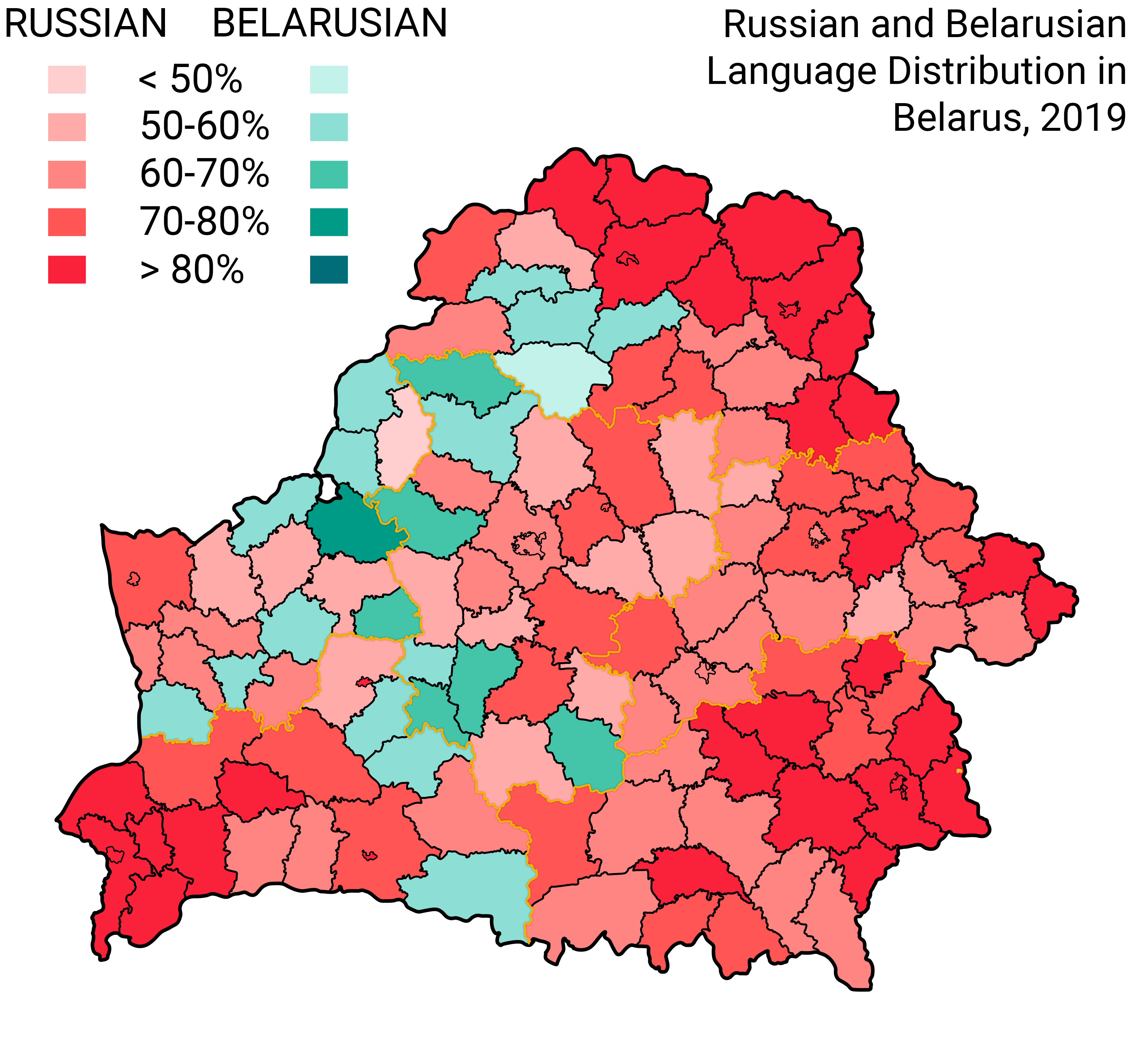
Мови домашнього спілкування у Білорусі за даними перепису 2019 року. З 22 районів Мінської області переважно білоруськомовними були 7, тоді як переважно російськомовними — 15. Російська мова також переважала у місті Жодино.

Рідна мова населення Мінської області за даними переписів населення:
| Рідна мова | 1999      | 1999    | 2009     | 2009     | 2019     | 2019     |
| Рідна мова | осіб      | частка  | осіб     | частка   | осіб     | частка   |
| ---------- | --------- | ------- | -------- | -------- | -------- | -------- |
| Білоруська | 1 302 677 | 83,58 % | 987 139▼ | 69,39 %▼ | 876 103▼ | 59,55 %▼ |
| Російська  | 237 513   | 15,24 % | 390 474▲ | 27,45 %▲ | 548 299▲ | 37,27 %▲ |

Українська мова є третьою за поширеністю рідною мовою в регіоні: за даними перепису 2009 року, її такою назвали 5 444 особи або 0,38 % населення Мінської області, за даними перепису 2019 року — 6 987 осіб або 0,47 % населення Мінської області.
Між переписами 2009 та 2019 років частка сільського населення Мінської область, що вважає білоруську мову рідною, скоротилася на 12,7 % (з 81,0 % до 68,3 %), тоді як частка тих, хто вважає такою російську — зросла на 12,7 % (з 16,1 % до 28,8 %). Частка міського населення Мінської області, що вважає білоруську мову рідною, скоротилася на 7,6 % (з 60,0 % до 52,4 %), тоді як частка тих, хто вважає такою російську — зросла на 7,6 % (з 36,6 % до 44,2 %).
Мови домашнього спілкування населення Мінської області за даними переписів населення:
| Мова домашнього спілкування | 1999    | 1999    | 2009     | 2009     | 2019     | 2019     |
| Мова домашнього спілкування | осіб    | частка  | осіб     | частка   | осіб     | частка   |
| --------------------------- | ------- | ------- | -------- | -------- | -------- | -------- |
| Білоруська                  | 911 963 | 58,51 % | 552 950▼ | 38,87 %▼ | 549 638▼ | 37,36 %▼ |
| Російська                   | 643 402 | 41,28 % | 796 612▲ | 56,00 %▲ | 884 621▲ | 60,13 %▲ |

Українська мова є третьою за поширеністю мовою домашнього спілкування в регіоні: за даними перепису 2019 року, її такою назвали 543 особи або 0,04 % населення Мінської області.
Між переписами 2009 та 2019 років частка сільського населення Мінської область, що вказало білоруську мовою домашнього спілкування, скоротилася на 11,0 % (з 59,9 % до 48,9 %), тоді як частка тих, хто вказав такою російську — зросла на 13,8 % (з 35,1 % до 48,9 %). Частка міського населення Мінської області, що вказало білоруську мовою домашнього спілкування, зросла на 6,0 % (з 21,9 % до 27,9 %), тоді як частка тих, хто вказав такою російську — скоротилася на 3,5 % (з 72,8 % до 69,3 %).
Рідна мова населення адміністративно-територіальних одиниць Мінської області за даними переписів 2009 та 2019 років:
| Адміністративна одиниця | Перепис    | Перепис    | Перепис   | Перепис   | Перепис    | Перепис    | Перепис   | Перепис   | Зміна частки населення, що вважає білоруську мову рідною |
| Адміністративна одиниця | 2009       | 2009       | 2009      | 2009      | 2019       | 2019       | 2019      | 2019      | Зміна частки населення, що вважає білоруську мову рідною |
| Адміністративна одиниця | Білоруська | Білоруська | Російська | Російська | Білоруська | Білоруська | Російська | Російська | Зміна частки населення, що вважає білоруську мову рідною |
| Адміністративна одиниця | осіб       | частка     | осіб      | частка    | осіб       | частка     | осіб      | частка    | Зміна частки населення, що вважає білоруську мову рідною |
| ----------------------- | ---------- | ---------- | --------- | --------- | ---------- | ---------- | --------- | --------- | -------------------------------------------------------- |
| Мінська область         | 987 139▼   | 69,39 %▼   | 390 474▲  | 27,45 %▲  | 876 103▼   | 59,55 %▼   | 548 299▲  | 37,27 %▲  | - 9,84 %                                                 |
| місто Жодино            | 31 652     | 51,28 %    | 27 190    | 44,05 %   | 28 920▼    | 44,60 %▼   | 33 742▲   | 52,04 %▲  | - 6,68 %                                                 |
| Березинський район      | 22 083     | 88,22 %    | 2688      | 10,74 %   | 15 636▼    | 67,57 %▼   | 7215▲     | 31,18 %▲  | - 20,65 %                                                |
| Борисовський район      | 97 020     | 51,57 %    | 85 595    | 45,49 %   | 76 683▼    | 43,58 %▼   | 93 402▲   | 53,08 %▲  | - 7,99 %                                                 |
| Вілейський район        | 43 842     | 84,23 %    | 7796      | 14,98 %   | 35 218▼    | 72,53 %▼   | 12 557▲   | 25,86 %▲  | - 11,70 %                                                |
| Воложинський район      | 34 035     | 90,66 %    | 3040      | 8,10 %    | 27 038▼    | 78,12 %▼   | 6577▲     | 19,00 %▲  | - 12,54 %                                                |
| Дзержинський район      | 40 994     | 66,93 %    | 18 481    | 30,17 %   | 39 578▼    | 56,95 %▼   | 28 414▲   | 40,88 %▲  | - 9,98 %                                                 |
| Клецький район          | 29 846     | 92,40 %    | 2217      | 6,86 %    | 23 594▼    | 85,66 %▼   | 3723▲     | 13,52 %▲  | - 6,74 %                                                 |
| Копильський район       | 30 434     | 92,74 %    | 2044      | 6,23 %    | 23 963▼    | 83,21 %▼   | 4553▲     | 15,81 %▲  | - 9,53 %                                                 |
| Крупський район         | 21 561     | 81,29 %    | 4468      | 16,85 %   | 16 416▼    | 70,39 %▼   | 6635▲     | 28,45 %▲  | - 10,90 %                                                |
| Логойський район        | 29 064     | 80,83 %    | 6112      | 17,00 %   | 26 779▼    | 69,25 %▼   | 11 073▲   | 28,63 %▲  | - 11,58 %                                                |
| Любанський район        | 32 110     | 90,59 %    | 2795      | 7,89 %    | 23 859▼    | 78,77 %▼   | 5573▲     | 18,40 %▲  | - 11,82 %                                                |
| Мінський район          | 89 590     | 56,14 %    | 58 851    | 36,88 %   | 133 479▲   | 53,43 %▼   | 106 922▲  | 42,80 %▲  | - 2,71 %                                                 |
| Молодечненський район   | 102 134    | 73,81 %    | 32 969    | 23,83 %   | 81 219▼    | 61,17 %▼   | 46 743▲   | 35,20 %▲  | - 12,64 %                                                |
| Мядельський район       | 26 399     | 89,19 %    | 2894      | 9,78 %    | 20 275▼    | 77,37 %▼   | 5535▲     | 21,12 %▲  | - 11,82 %                                                |
| Несвізький район        | 34 388     | 82,63 %    | 6390      | 15,35 %   | 28 247▼    | 71,18 %▼   | 10 803▲   | 27,22 %▲  | - 11,45 %                                                |
| Пуховицький район       | 41 798     | 60,20 %    | 25 272    | 36,40 %   | 37 758▼    | 54,74 %▼   | 28 344▲   | 41,09 %▲  | - 5,46 %                                                 |
| Слуцький район          | 65 163     | 68,52 %    | 26 690    | 28,06 %   | 54 382▼    | 60,95 %▼   | 32 377▲   | 36,29 %▲  | - 7,57 %                                                 |
| Смолевицький район      | 31 434     | 73,24 %    | 10 205    | 23,78 %   | 29 021▼    | 56,75 %▼   | 20 117▲   | 39,34 %▲  | - 16,49 %                                                |
| Солігорський район      | 85 151     | 62,54 %    | 44 097    | 32,39 %   | 73 334▼    | 55,76 %▼   | 50 557▲   | 38,44 %▲  | - 6,78 %                                                 |
| Стародорозький район    | 17 665     | 80,53 %    | 3864      | 17,61 %   | 14 517▼    | 70,51 %▼   | 5260▲     | 25,55 %▲  | - 10,02 %                                                |
| Стовбцівський район     | 33 920     | 80,75 %    | 7711      | 18,36 %   | 26 545▼    | 68,38 %▼   | 11 556▲   | 29,77 %▲  | - 12,37 %                                                |
| Узденський район        | 20 846     | 88,12 %    | 2518      | 10,64 %   | 17 771▼    | 74,47 %▼   | 5773▲     | 24,19 %▲  | - 13,65 %                                                |
| Червенський район       | 26 023     | 77,95 %    | 6587      | 19,73 %   | 21 871▼    | 65,47 %▼   | 10 848▲   | 32,47 %▲  | - 12,48 %                                                |

Мова домашнього спілкування населення адміністративно-територіальних одиниць Мінської області за даними переписів 2009 та 2019 років:
| Адміністративна одиниця | Перепис    | Перепис    | Перепис   | Перепис   | Перепис    | Перепис    | Перепис   | Перепис   | Зміна частки населення, що вказало білоруську мову мовою домашнього спілкування |
| Адміністративна одиниця | 2009       | 2009       | 2009      | 2009      | 2019       | 2019       | 2019      | 2019      | Зміна частки населення, що вказало білоруську мову мовою домашнього спілкування |
| Адміністративна одиниця | Білоруська | Білоруська | Російська | Російська | Білоруська | Білоруська | Російська | Російська | Зміна частки населення, що вказало білоруську мову мовою домашнього спілкування |
| Адміністративна одиниця | осіб       | частка     | осіб      | частка    | осіб       | частка     | осіб      | частка    | Зміна частки населення, що вказало білоруську мову мовою домашнього спілкування |
| ----------------------- | ---------- | ---------- | --------- | --------- | ---------- | ---------- | --------- | --------- | ------------------------------------------------------------------------------- |
| Мінська область         | 552 950▼   | 38,87 %▼   | 796 612▲  | 56,00 %▲  | 549 638▼   | 37,36 %▼   | 884 621▲  | 60,13 %▲  | - 1,51 %                                                                        |
| місто Жодино            | 4648       | 7,53 %     | 53 341    | 86,42 %   | 15 443▲    | 23,82 %▲   | 47 676▼   | 73,53 %▼  | + 16,29 %                                                                       |
| Березинський район      | 13 754     | 54,95 %    | 11 065    | 44,21 %   | 9133▼      | 39,47 %▼   | 13 858▲   | 59,89 %▲  | - 15,48 %                                                                       |
| Борисовський район      | 30 597     | 16,26 %    | 150 639   | 80,07 %   | 39 124▲    | 22,23 %▲   | 132 100▼  | 75,07 %▼  | + 5,97 %                                                                        |
| Вілейський район        | 31 949     | 61,38 %    | 19 386    | 37,24 %   | 24 564▼    | 50,59 %▼   | 23 456▲   | 48,31 %▲  | - 10,79 %                                                                       |
| Воложинський район      | 30 227     | 80,51 %    | 6155      | 16,39 %   | 22 594▼    | 65,28 %▼   | 11 212▲   | 32,39 %▲  | - 15,23 %                                                                       |
| Дзержинський район      | 20 859     | 34,05 %    | 38 092    | 62,19 %   | 22 362▲    | 32,18 %▼   | 46 172▲   | 66,43 %▲  | - 1,87 %                                                                        |
| Клецький район          | 27 616     | 85,49 %    | 4423      | 13,69 %   | 18 975▼    | 68,89 %▼   | 8467▲     | 30,74 %▲  | - 16,60 %                                                                       |
| Копильський район       | 26 735     | 81,46 %    | 5239      | 15,96 %   | 18 588▼    | 64,54 %▼   | 10 079▲   | 35,00 %▲  | - 16,92 %                                                                       |
| Крупський район         | 15 322     | 57,77 %    | 9998      | 37,70 %   | 10 951▼    | 46,96 %▼   | 12 241▲   | 52,49 %▲  | - 10,81 %                                                                       |
| Логойський район        | 19 949     | 55,48 %    | 14 475    | 40,26 %   | 18 423▼    | 47,64 %▼   | 19 703▲   | 50,95 %▲  | - 7,84 %                                                                        |
| Любанський район        | 25 216     | 71,14 %    | 7929      | 22,37 %   | 17 326▼    | 57,20 %▼   | 12 253▲   | 40,45 %▲  | - 13,94 %                                                                       |
| Мінський район          | 26 526     | 16,62 %    | 116 923   | 73,27 %   | 81 867▲    | 32,77 %▲   | 160 393▲  | 64,20 %▼  | + 16,15 %                                                                       |
| Молодечненський район   | 56 818     | 41,06 %    | 75 564    | 54,61 %   | 49 102▼    | 36,98 %▼   | 79 834▲   | 60,13 %▲  | - 4,08 %                                                                        |
| Мядельський район       | 22 402     | 75,68 %    | 6684      | 22,58 %   | 16 529▼    | 63,07 %▼   | 9407▲     | 35,90 %▲  | - 12,61 %                                                                       |
| Несвізький район        | 28 437     | 68,33 %    | 11 086    | 26,64 %   | 21 031▼    | 53,00 %▼   | 18 223▲   | 45,92 %▲  | - 15,33 %                                                                       |
| Пуховицький район       | 21 468     | 30,92 %    | 44 759    | 64,47 %   | 18 789▼    | 27,24 %▼   | 48 114▲   | 69,76 %▲  | - 3,68 %                                                                        |
| Слуцький район          | 33 299     | 35,01 %    | 56 910    | 59,84 %   | 32 137▼    | 36,02 %▲   | 55 164▼   | 61,83 %▲  | + 1,01 %                                                                        |
| Смолевицький район      | 14 842     | 34,58 %    | 24 939    | 58,11 %   | 15 966▲    | 31,22 %▼   | 33 541▲   | 65,59 %▲  | - 3,36 %                                                                        |
| Солігорський район      | 37 630     | 27,64 %    | 87 238    | 64,08 %   | 45 767▲    | 34,80 %▲   | 78 795▼   | 59,92 %▼  | + 7,16 %                                                                        |
| Стародорозький район    | 11 086     | 50,54 %    | 9901      | 45,13 %   | 8157▼      | 39,62 %▼   | 11 779▲   | 57,21 %▲  | - 10,92 %                                                                       |
| Стовбцівський район     | 23 326     | 55,53 %    | 17 891    | 42,59 %   | 18 608▼    | 47,94 %▼   | 19 746▲   | 50,87 %▲  | - 7,59 %                                                                        |
| Узденський район        | 14 520     | 61,38 %    | 8499      | 35,93 %   | 10 659▼    | 44,67 %▼   | 13 032▲   | 54,61 %▲  | - 16,71 %                                                                       |
| Червенський район       | 15 735     | 47,13 %    | 15 476    | 46,36 %   | 13 543▼    | 40,54 %▼   | 19 376▲   | 58,00 %▲  | - 6,59 %                                                                        |

Згідно з офіційними даними, 69,7 % жителів Мінської області, які мали право голосу, взяли участь у голосуванні на референдумі 1995 року, з них 80,7 % підтримали надання російській мові рівного з білоруською статусу державної мови.
За даними Національного статистичного комітету Білорусі, у період з 2012/13 по 2018/19 навчальний рік у Мінській області частка учнів, які здобувають загальну середню освіту білоруською мовою, скоротилася з 28,9 % до 20,1 %, тоді як частка учнів, які здобувають загальну середню освіту російською мовою — зросла з 71,1 % до 79,9 %. Мінська область мала найвищий серед регіонів Білорусі відсоток школярів, що навчалися в школах і класах з білоруською мовою викладання.

### Найбільші міста
Міста з населенням понад 20 тисяч осіб:
| Місто         | Населення, осіб (2009) |
| ------------- | ---------------------- |
| Борисов       | 150000                 |
| Солігорськ    | 101400                 |
| Молодечно     | 97600                  |
| Жодино        | 62200                  |
| Слуцьк        | 60900                  |
| Вілейка       | 28300                  |
| Дзержинськ    | 24900                  |
| Мар'їна Горка | 22500                  |